# Trifenilmetán
A trifenilmetán a szénhidrogének közé tartozó szerves vegyület, képlete (C6H5)3CH. Színtelen, szilárd anyag, vízben nem, de apoláris szerves oldószerekben oldódik. Számos szintetikus festékanyag, a trifenilmetán festékek alapváza, melyek közül sok pH-indikátor, némelyikük fluoreszcenciát mutat. A belőle származtatható trifenilmetilcsoportot – Ph3C – a szerves kémiában tritilcsoportnak is nevezik, pl. trifenilmetil-klorid (tritil-klorid), trifneilmetilgyök (tritilgyök).

## Előállítása
Elsőként August Kekulé német kémikus és belga tanítványa, Antoine Paul Nicolas Franchimont (1844–1919) szintetizálta 1872-ben, difenil-higany (Hg(C6H5)2) és benzál-klorid (C6H5CHCl2) hevítésével.
Előállítható benzolból és kloroformból Friedel–Crafts-alkilezéssel, alumínium-klorid katalizátor mellett:
3 C6H6 + CHCl3 → Ph3CH + 3 HCl
Egy másik lehetőség a benzolt – ugyanazon katalizátor mellett – szén-tetrakloriddal reagáltatva előállítani a tritil-klorid-alumínium-klorid adduktumot, majd ezt híg savval hidrolizálni:
3 C6H6 + CCl4 + AlCl3 → Ph3CCl·AlCl3
Ph3CCl·AlCl3 + HCl → Ph3CH
A benzaldehidből és foszfor-pentakloridból nyert benzilidén-kloridból kiinduló szintézisét is használják.

## Savassága
A központi szénatomhoz kapcsolódó hidrogén pKa értéke 33. A legtöbb más szénhidrogénhez képest jelentősen savasabb, mivel a tritil aniont stabilizálja a három benzolgyűrűre kiterjedő delokalizáció. Sztérikus okok miatt azonban a delokalizáció nem tud minden gyűrűre egyszerre kiterjedni: az egyes fenilcsoportok ugyanis a másik két gyűrűt kiszorítják a közös síkból, háromágú ventilátorra hasonló formát hozva létre; így delokalizáció csak akkor történhet, ha az anionos szénatom p-pályája párhuzamos az egyik benzolgyűrű p-pályáival. A tritil anion a látható fény tartományából erősen abszorbeál, ezért vörös színű. Ez a szín indikátorként használható a kalcium-hidriddel fenntartott vízmentes körülmények jelzésére: a hidrid vízzel reagálva kalcium-hidroxidot képez, ugyanakkor ahhoz is elég erős bázis, hogy tritil aniont hozzon létre. Amikor a hidrid teljesen elhasználódik, az oldat színtelenné válik.
Nátriumsóját tritil-kloridból is elő lehet állítani:
(C6H5)3CCl + 2 Na → (C6H5)3CNa + NaCl
A butillítium és hasonló erős bázisok elterjedése előtt gyakran használták a tritil-nátriumot nem nukleofil, erős bázisként.

## Triarilmetán festékek
Trifenilmetán festék például a brómkrezolzöld:
és a nitrogént is tartalmazó malachitzöld:

## Fordítás
- Ez a szócikk részben vagy egészben  a   Triphenylmethane című angol Wikipédia-szócikk ezen változatának fordításán alapul.  Az eredeti cikk szerkesztőit annak laptörténete sorolja fel. Ez a jelzés csupán a megfogalmazás eredetét és a szerzői jogokat jelzi, nem szolgál a cikkben szereplő információk forrásmegjelöléseként.